# Rhynchosia monophylla
Rhynchosia monophylla är en ärtväxtart som beskrevs av Rudolf Schlechter. Rhynchosia monophylla ingår i släktet Rhynchosia och familjen ärtväxter. Inga underarter finns listade i Catalogue of Life.